# Mo Chul-Min
Mo Chul-Min es un funcionario público, profesor y diplomático surcoreana.
Sirvió como viceministro de Cultura, Deportes y el Ministerio de Turismo, Secretaría de la Presidencia y el Secretario de Educación y Cultura.

## Educación
- En 1977: posgrado en la escuela secundaria fortuna
- En 1982: Licenciado en Administración de Empresas de la Universidad de Sungkyunkwan,
- En 1987: estudió en la Universidad Nacional de Seúl, Escuela de Graduados de Estudios Políticos
- En 1989: Maestro de la Universidad de Oregón, Escuela de Turismo
- En 1991: Dr. por la Universidad de Oregón, Escuela de Turismo,

## Carrera
- El 25 de diciembre de 1981 entró la carrera administrativa.
- En  agosto de 1994 fue empleado en la división Internacional del ministerio de Turismo y Transporte
- En diciembre de 1994 fue .12: Turismo Cultural y Deporte División de Turismo Internacional
- En julio de 1999: Secretaría Presidencial de Educación y Cultura Ejecutivo suseoksil
- En agosto de 2002: Ministerio de Cultura y Oficinas de turismo

- En marzo de 2004 preparó La semana de cultura coreana en Francia.[1]
- En septiembre de 2007 fue empleado en la División Industria turística del Ministerio de Cultura

We have to lead the content convergence to secure competitive edge in the world content industry to pave the way for its advancement into overseas.
Director-Gen Mo Chul-min of the Cultural Content Industry Office of the Ministry of Culture, Tourism and Sports

- En marzo de 2008 fue empleado en la Oficina Presidencial de Educación, Ciencia y Cultura, Deportes y Secretario de Turismo.
- En julio de 2008 fue empleado en el Ministerio de Cultura, Deportes y Turismo Director de Arte.
- En agosto de 2008 fue empleado en el Ministerio de Cultura, Deportes y Turismo Cultural contenido Industria Monte.
- En mayo de 2009 fue empleado en el ministerio de Cultura, Deportes y Turismo, Bibliotecario Nacional.
- En agosto de 2010 fue diputado de Cultura, Deporte y Turismo.
- En marzo de 2012 tenía una profesura en la Dong-A Universidad.

- Desde abril de 2012 era gerente del Centro de artes de Seúl.

- En marzo de 2013 era secretario presidencial como jefe de la Secretaría de Educación y Cultura.
- En 2014 alcanzó una profesura de la Universidad Nacional.[2]
- El 06 de julio de 2015 François Hollande lo acreditó como embajador en París.